# Numidia Lezoul
 (septembre 2021).
La mise en forme du texte ne suit pas les recommandations de Wikipédia : il faut le « wikifier ».
Les points d'amélioration suivants sont les cas les plus fréquents. Le détail des points à revoir est peut-être précisé sur la page de discussion.
- Les titres sont pré-formatés par le logiciel. Ils ne sont ni en capitales, ni en gras.
- Le texte ne doit pas être écrit en capitales (les noms de famille non plus), ni en gras, ni en italique, ni en « petit »…
- Le gras n'est utilisé que pour surligner le titre de l'article dans l'introduction, une seule fois.
- L'italique est rarement utilisé : mots en langue étrangère, titres d'œuvres, noms de bateaux, etc.
- Les citations ne sont pas en italique mais en corps de texte normal. Elles sont entourées par des guillemets français : « et ».
- Les listes à puces sont à éviter, des paragraphes rédigés étant largement préférés. Les tableaux sont à réserver à la présentation de données structurées (résultats, etc.).
- Les appels de note de bas de page (petits chiffres en exposant, introduits par l'outil «  Source ») sont à placer entre la fin de phrase et le point final[comme ça].
- Les liens internes (vers d'autres articles de Wikipédia) sont à choisir avec parcimonie. Créez des liens vers des articles approfondissant le sujet. Les termes génériques sans rapport avec le sujet sont à éviter, ainsi que les répétitions de liens vers un même terme.
- Les liens externes sont à placer uniquement dans une section « Liens externes », à la fin de l'article. Ces liens sont à choisir avec parcimonie suivant les règles définies. Si un lien sert de source à l'article, son insertion dans le texte est à faire par les notes de bas de page.
- La présentation des références doit suivre les conventions bibliographiques. Il est recommandé d'utiliser les modèles {{Ouvrage}}, {{Chapitre}}, {{Article}}, {{Lien web}} et/ou {{Bibliographie}}. Le mode d'édition visuel peut mettre en forme automatiquement les références.
- Insérer une infobox (cadre d'informations à droite) n'est pas obligatoire pour parachever la mise en page.

Pour une aide détaillée, merci de consulter Aide:Wikification.
Si vous pensez que ces points ont été résolus, vous pouvez retirer ce bandeau et améliorer la mise en forme d'un autre article.
Numidia Lezoul, née le 10 février 1996 à Bouira, est une actrice, influenceuse, animatrice de télévision et chanteuse algérienne kabyle,.

## Biographie
Elle s’est fait connaître par sa participation à l’émission Alhan wa Chabab en 2013.
En 2016, elle a commencé sa carrière d'actrice avec un rôle dans la sitcom télévisée Bouzid Days. Puis elle est apparue dans la série télévisée 2017 Taht El Moura9aba en tant que fiancée américaine d'Abdullah. La même année, elle participe au jeu télévisé d'aventure algérien Chiche Atahaddak.

## Accusation d'escroquerie
La direction générale de le sûreté nationale a fait savoir le 18 janvier 2022, que Numidia Lezoul, impliquée dans une affaire d'escroquerie, est « en état fuite ». Elle se rend le 19 janvier. Elle a été, ainsi que plusieurs autres influenceurs algériens placée sous mandat de dépôt par le juge d’instruction du tribunal de Dar El Beida le 20 janvier 2022. Le 16 juin 2022, elle est condamnée à 1 an de prison ferme et 100 000 dinars d’amende.
Elle est finalement acquittée, le 9 août 2022, par la cour d'appel, de toutes les charges retenues contre elle, après avoir passé sept mois à la prison de Koléa,.

## Filmographie

### Télévision
| Année |  | Film              | Rôle                             |
| ----- |  | ----------------- | -------------------------------- |
| 2014  |  | Imeslav           | Kenza                            |
| 2016  |  | Bouzid Days       | Fifi                             |
| 2017  |  | Taht El Moura9aba | La fiancée américaine d'Abdullah |
| 2021  |  | Babour ellouh     | Amie de Nasro                    |
| 2021  |  | Timoucha          | Kamélia                          |
| 2024  |  | Dmou3 Lawlia      | Malika / Ahlam / Hind            |

### Émission
- 2018 : Hada kawni[2]
- 2019 : Raina Hak
- 2021 : Why not

## Discographie
- 2021 : Bébé d'amour
- 2023 : Fi Lamane
- 2023 : Hay alia
- 2023 : Bonnie & Clyde (avec Didine Canon 16)
- 2024 : Jamais Yensek (feat. Lyna Mahyem)
- 2024 : Solo
- 2025 : Ya Hyati